# Laspeyria
Laspeyria là một chi bướm đêm thuộc họ Erebidae, được mô tả lần đầu bởi Ernst Friedrich Germar vào năm 1810.
Chi này trước đây đã được phân loại trong các phân họ Catocalinae hoặc Calpinae trong các họ Erebidae hoặc Noctuidae.

## Các loài
- Laspeyria albina Wehrli

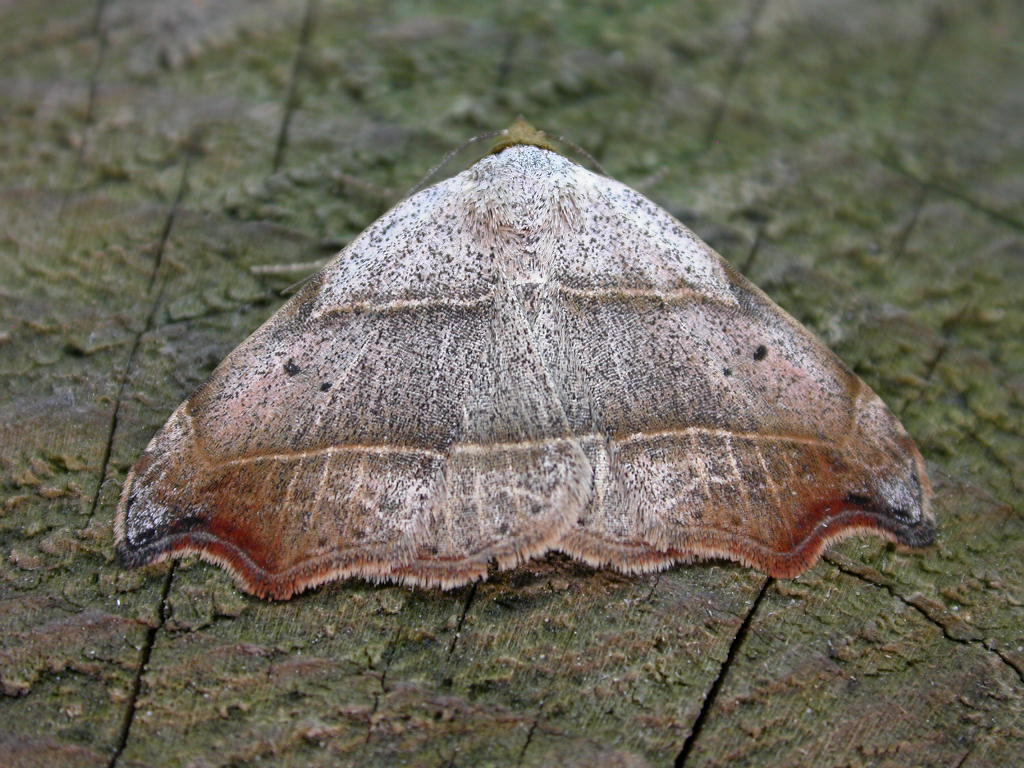
Laspeyria flexula

- Laspeyria emarginata Hüfnagel, 1767
- Laspeyria flexula Denis & Schiffermüller, 1775
- Laspeyria flexularia Hübner, 1778
- Laspeyria grisea Lempke, 1949
- Laspeyria impuncta Lempke, 1949
- Laspeyria lilacina Warren, 1913
- Laspeyria obscura Lempke, 1949
- Laspeyria rectilinealis Graeser, 1888
- Laspeyria signata Lempke, 1949
- Laspeyria sinuata Fabricius, 1777

## Hình ảnh

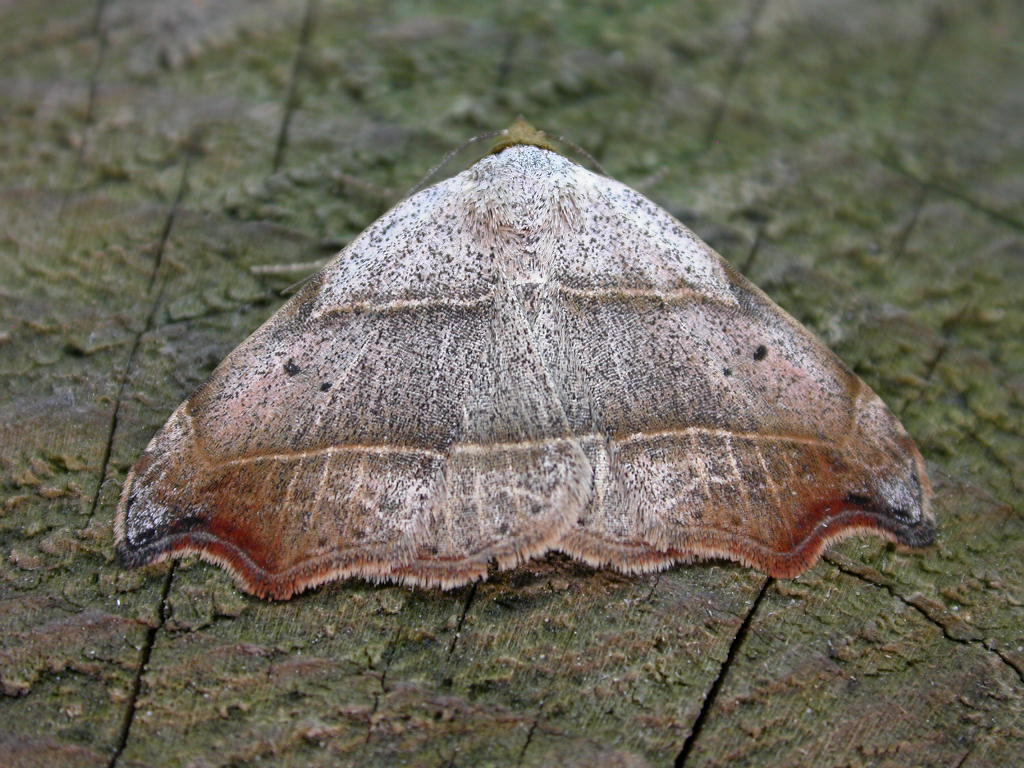